# 里基·莱多
里卡多·胡利奥·莱多（1992年9月10日—）為美國男子籃球運動員。

## 職業生涯
2019年1月17日，中国男子篮球职业联赛北京翱龙完成註冊莱多頂替皮埃尔·杰克逊。
2021年1月19日，山西猛龙宣布與莱多簽約。2月23日，山西猛龙宣布與莱多解除合作關係，莱多代表山西猛龙競逐七場比賽，場均可貢獻19分、7.6籃板、4.6助攻、1.4抄截。7月21日，莱多加盟卡羅利納巨人頂替特里科·怀特，莱多總計替卡羅利納巨人出賽九場比賽，場均可挹注18.4分、4.0籃板、3.6助攻。11月22日，莱多加盟P. LEAGUE+福爾摩沙台新夢想家。12月23日，夢想家宣布因不符球隊管理規範與莱多終止合約，莱多僅代表夢想家出賽一場比賽，該場比賽攻下20分、10籃板、4抄截。
2022年1月21日，广东华南虎完成註冊莱多。11月6日，莱多加入贝鲁特体育。
2023年3月7日，莱多加入亞洛瓦體育。7月11日，全国男子篮球联赛安徽文一宣布簽下莱多。
2024年1月3日，AEK雅典宣布簽下莱多。1月15日，AEK雅典宣布與莱多解除合作關係，莱多未代表AEK雅典出賽過任何比賽。2月12日，穆哈拉格簽下莱多，代表球隊出賽六場西亞超級聯賽。7月16日，莱多加盟菲律賓籃球協會黑水老闆，替黑水老闆出賽兩場，合計貢獻18分。8月25日，莱多被卡麥隆·克拉克取代。

## 個人生活
莱多的養父，里卡多·卡拉斯科（Ricardo Carrasco），為波多黎各人，來自波多黎各蓬塞，有親人住在波多黎各毛納沃，因此2011年莱多高中畢業時曾與波多黎各代表隊訓練，但波多黎各籃球總會無法證明莱多為合法的波多黎各人。

## 外部連結
- 里基·莱多在fiba.basketball（英语）
- 里基·莱多在NBA（英语）
- 里基·莱多在歐洲籃球聯賽（英语）
- 里基·莱多在西班牙篮球甲级联赛（球員）（西班牙语）
- 里基·莱多在義大利籃球聯賽（意大利语）
- 里基·莱多在土耳其籃球超級聯賽（英语）
- 里基·莱多在P. LEAGUE+
- 里基·莱多在Basketball-Reference.com（NBA）（英语）
- 里基·莱多在Basketball-Reference.com（NBA G聯盟）（英语）
- 里基·莱多在Basketball-Reference.com（國際）（英语）
- 里基·莱多在ESPN（NBA）（英语）
- 里基·莱多在Eurobasket.com（球員）（英语）
- 里基·莱多在RealGM（英语）
- 里基·莱多在Proballers（英语）
- 里基·莱多在中国篮球数据库（新浪网）
- 里基·莱多在Flashscore（英语）